# Dąbrowy-Działy
Dąbrowy-Działy ist ein kleiner Ort in der polnischen Woiwodschaft Ermland-Masuren und gehört zur Gmina Rozogi (Landgemeinde Friedrichshof) im Powiat Szczycieński (Kreis Ortelsburg).
Dąbrowy-Działy befindet sich in der südlichen Mitte der Woiwodschaft Ermland-Masuren, 30 Kilometer südöstlich der Kreisstadt Szczytno (deutsch Ortelsburg). Bis 1945 lag die Siedlung etwa zwei Kilometer südlich der Grenze zwischen Polen und der Provinz Ostpreußen des Deutschen Reichs. Heute liegt sie ein Kilometer nördlich der Grenze zwischen der Woiwodschaft Ermland-Masuren und der Woiwodschaft Masowien.
Als zur Gmina Rozogi zugehörig war Dąbrowy-Działy bis 1998 der Woiwodschaft Ostrołęka, seither der Woiwodschaft Ermland-Masuren zugeordnet.
Kirchlich ist der Ort in die römisch-katholische Pfarrei Dąbrowy im Bistum Łomża eingegliedert.
Dąbrowy-Działy ist über eine Nebenstraße zu erreichen, die bei Dąbrowy von der Landesstraße 53 abzweigt. Bis 1961 war Dąbrowy auch die nächste Bahnstation und lag an der von der Ortelsburger Kleinbahn bzw. Polnischen Staatsbahn befahrenen Bahnstrecke Puppen-Myszyniec.